# عملية حافلة تقاطع كركور
عملية حافلة تقاطع كركور هي عملية فدائية بتاريخ في 21 أكتوبر 2002 عند مفترق كركور بالقرب من وادي عارة ، في دولة الاحتلال . أدى الهجوم الذي نفذته حركة الجهاد الإسلامي عن مقتل 14 راكبا وإصابة 50 آخرين.

## العملية
كانت حافلة الركاب إيجد 841 في طريقها على الطريق رقم 65 من كريات شمونة إلى تل أبيب عندما توقفت عند تقاطع كركور ، على بعد حوالي 8 كيلومترات من الخضيرة في ساعة الذروة المسائية. ركض أحد الركاب وتحدث إلى السائق حاييم أبراهام ، ولكن قبل أن يتمكن من الإجابة ، صدمت سيارة جيب محملة بحوالي 100 كيلوغرام من مادة تي إن تي على ظهر الحافلة ، مما تسبب في انفجار شديد. اندلع حريق ، مما تسبب في سلسلة من الانفجارات من الذخيرة التي كان يخزنها الجنود الذين كانوا يستقلون الحافلة. أشعل الانفجار خزان الوقود ، تاركًا الحافلة محطمة بالكامل. منع حريق الحافلة من اقتراب الشرطة الإسرائيلية وعمال الإنقاذ ، حيث تحولت إلى هيكل عظمي أسود.
قتل 7 جنود إسرائيليين و 7 مستوطنين في الهجوم وجرح 50 راكبا.
جاء الهجوم الاستشهادي قبل يومين من زيارة مساعد وزير الخارجية الأمريكي ويليام بيرنز لإسرائيل كجزء من جولته في دول الشرق الأوسط ، سعيا للحصول على الدعم لغزو العراق .

### القتلى
| جنود - العريف. شارون توبول ، 19 سنة ، من عراد - سانت الرقيب. أيمن الشروف ، 20 عاماً من عسفيا - سانت الرقيب. نير ناحوم ، 20 سنة ، من كرميئيل - الرقيب. -Maj. (احتياط. ) اليعازر موسكوفيتش ، 40 سنة ، من بتاح تكفا - العريف. إيلونا هانوكاييف ، 20 عامًا ، من الخضيرة - سانت الرقيب. ليات بن عامي ، 20 عامًا ، من حيفا - الرقيب. استير بيساشوف ، 19 سنة ، من جفعات أولغا | مستوطنين - عوفرا برجر ، 56 سنة ، من هود هشارون - ايريس لافي ، 68 سنة ، من نتانيا - سعاد جابر ، 23 سنة ، من الطيبة - إندلو أشاتي ، 54 عامًا ، من الخضيرة - عنات شمشون ، 33 عاماً من رعنانا - أسنات أبراموف ، 16 سنة ، من حولون - سيرجي شافتشوك ، 35 سنة ، من العفولة |

## المسؤول
أعلن الجناح العسكري لحركة الجهاد الإسلامي الفلسطينية ، كتائب القدس ، مسؤوليته عن الهجوم ، قائلًا إنه تم تنفيذه من قِبل الفدائيين الشهيديين أشرف الأسامة ، 18 عامًا ، ومحمد الحسنين ، 19 عامًا ، وكلاهما من مدينة جنين بالضفة الغربية.

## ردود الفعل الرسمية
قالت السلطة الوطنية الفلسطينية إنها تدين التفجير الانتحاري. عبر مسؤول إسرائيلي عن شكوكه ، معلنا أن «السلطة الفلسطينية أصبحت سلطة رئيسية لدعم الإرهاب ولم تكن تهتم بمنعها» . 

## روابط خارجية
- 16 يموت بعد انفجار سيارة يتسبب في اندلاع حريق في إسرائيل - نُشر في جريدة ميلووكي جورنال في 22 أكتوبر 2002
- قتل 14 شخصًا في هجوم انتحاري بسيارة مفخخة في إسرائيل - نُشر على موقع ذي إندبندنت في 22 أكتوبر 2002
- انفجار حافلة في إسرائيل يقتل على الأقل 14 عامًا مركبة محملة بالمتفجرات تغزو جحيم ساعة الذروة ؛ 50 جريح - نُشر في الواشنطن بوست في 22 أكتوبر 2002
- هجوم إرهابي يقتل 14 في إسرائيل - نُشر على شبكة سي إن إن في 22 أكتوبر 2002
- تفجير انتحاري لحافلة Egged رقم 841 عند مفترق كركور - نُشر في وزارة الخارجية الإسرائيلية